# Niente di grave, suo marito è incinto
Niente di grave, suo marito è incinto (L'Événement le plus important depuis que l'homme a marché sur la Lune) è un film del 1973 diretto da Jacques Demy.

## Trama
Marco convive a Parigi con Irene. Lei fa la parrucchiera, lui gestisce una scuola guida. Tutto va bene finché lui avverte degli strani disturbi. Dopo vari consulti medici si fa strada una diagnosi incredibile: l'uomo è al quarto mese di gravidanza. La notizia fa il giro del mondo e, con la notorietà, svanisce anche il tranquillo ménage della coppia.